# Scott Baird
Scott Baird (Bemidji, Minnesota, 7 mei 1951) is een Amerikaanse curlingspeler en tevens curlingcoach.

## Biografie
Baird begon in 1961 op tienjarige leeftijd met het spelen van curling bij de Bemidji Curling Club in zijn geboorteplaats. In 1979 pakte Baird zijn eerste hoofdprijs door met zijn team de US Men's Nationals voor de eerste keer in zijn carrière te winnen. In 1986 en 1988 werd hij met zijn team in de halve finale uitgeschakeld en in 1993 was hij wederom aan de winnende hand. In 1994 won hij het toernooi voor de derde keer in zijn loopbaan. Ook in 2001 kwam hij weer ver, maar strandde zijn team wederom in de halve finale.
In 1979 nam Baird voor het eerst deel aan het wereldkampioenschap. Zijn team eindigde op de vijfde plaats. In 1993, bij zijn tweede deelname, viel het Amerikaanse team wel in de prijzen. Baird en zijn teamgenoten kaapten de bronzen medaille weg. Later zou Scott Baird nog vijf keer present zijn op het wereldkampioenschap, maar er werden geen medailles meer gewonnen.
Baird deed met zijn team tot drie keer toe mee aan de Olympic Team Trials. In 1998 en 2001 won hij de bronzen medaille. In 2004 werd hij vierde op het toernooi dat ondanks de naam geen garantie biedt op olympische kwalificatie. In 2005 behaalde hij eveneens een bronzen medaille bij de World Trials. In 2005 kreeg Baird een plaatsje in de US Curling Association Hall of Fame. Met zijn 54 jaar en 282 dagen op de dag van de opening van de Olympische Winterspelen 2006 werd Baird de oudste sporter ooit actief op de Olympische Winterspelen. Voor Baird het record verbrak was het in handen van de Britse skeletonracer James Coates die tijdens de Olympische Winterspelen 1948 in Sankt Moritz 53 jaar en 328 dagen oud was. Het Amerikaanse team eindigde op de derde plaats, waardoor Baird meteen ook de oudste medaillewinnaar ooit werd in de geschiedenis van de Olympische Winterspelen.